# Jorge Huneeus Gana
Jorge Huneeus Gana (Santiago, 10 de abril de 1866 - Santiago, 2 de julio de 1926) fue un abogado, escritor, periodista, embajador, diputado chileno que ejerció el cargo de ministro de estado.

## Familia
Es hijo de Jorge Huneeus Zegers  y de Domitila Gana Cruz. Nieto del matrimonio conformado por Jorge Huneeus Lipmann (nacido en Bremen, Alemania en 1801 y fallecido en Santiago de Chile en 1877) y de la compositora Ignacia Isidora Zegers de Montenegro (nacida en Madrid, España en 1803 y fallecida en Copiapó en 1869). Hermano de los diputados Antonio y Francisco Huneeus Gana. Sobrino de Domingo Gana Cruz y de Pedro Nolasco Cruz Vergara. Es bisnieto de Vicente de la Cruz y Bahamonde.
Casado con Elena Lavín Recasens y tuvieron cinco hijos que son; Elena, Jorge, Berta, Sergio Luis y Gabriela.

## Estudios
Ingreso en 1872 al Colegio de Ballacey donde permaneció dos años. En 1874 comenzó sus estudios segundarios en el Colegio de los Padres Franceses de Santiago de Chile, terminando sus estudios escolares en 1883,  con 17 años de edad.

En 1884 ingreso a la Universidad de Chile a la carrera de derecho en leyes, titulándose como abogado el 9 de abril de 1888, con 22 años de edad. 

## Vida privada

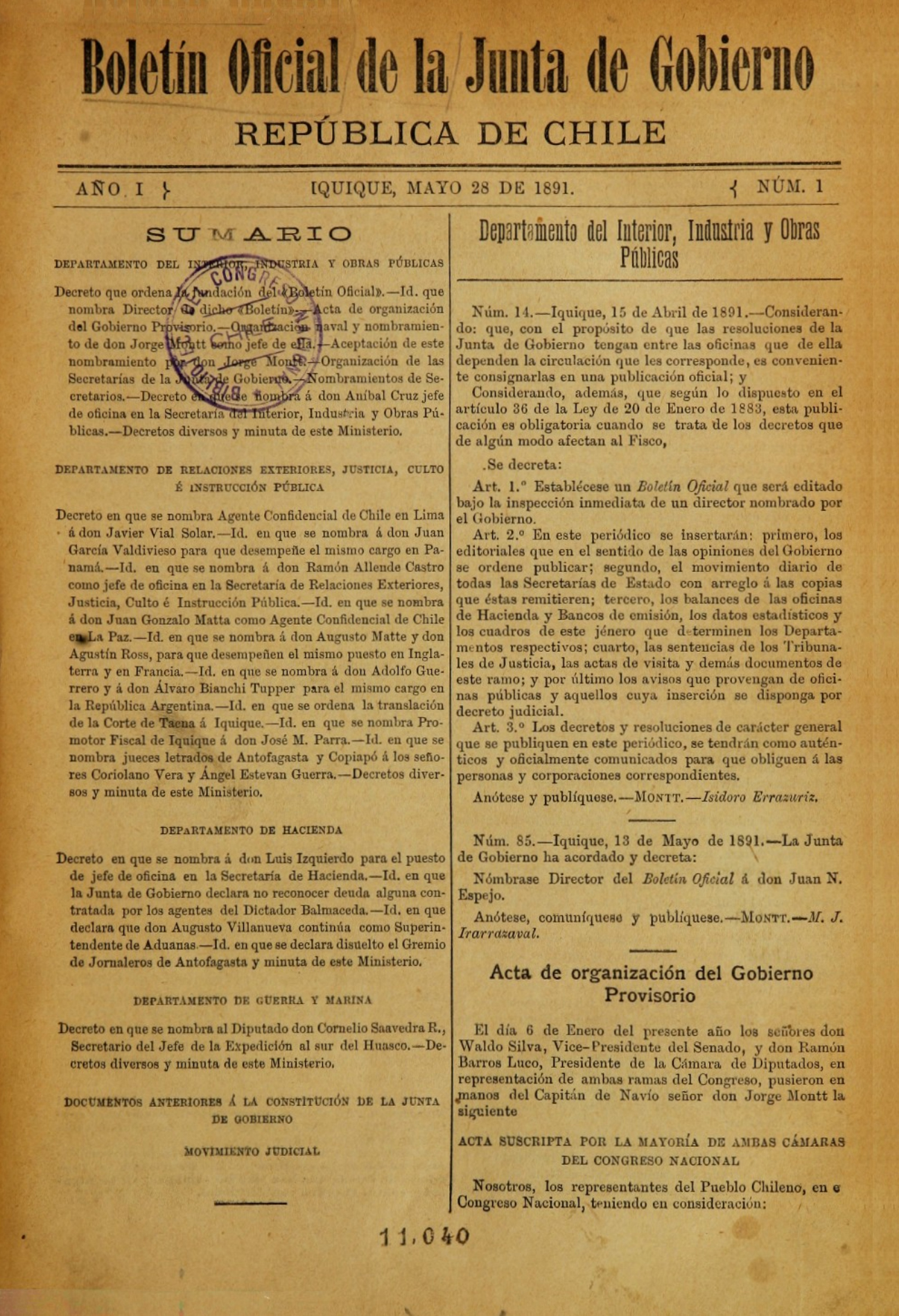
Boletín Oficial de la Junta de Gobierno Chile 1891
Redactado por Jorge Huneeus Gana

En 1886, siendo aún estudiante universitario hizo clases de literatura e historia en la academia de guerra del ejército de Chile. Al año siguiente 1887 hizo clases de historia y derecho en la misma academia de guerra.
Escritor donde se destacan los siguientes libros:
- Sucinta reseña histórica de la Constitución de la República de Chile, jurada y promulgada el 25 de mayo de 1833, editorial Splendid, Santiago de Chile, delicias 1626.
- Motta: Estudio Histórico, Santiago de Chile 1833
- Balance de la administración Errázuriz y del gobierno conservador, Santiago de Chile, imprenta y librería Ercilla del año 1900
- La amistad chileno – argentina. El verdadero origen de los pactos de mayo, Santiago, imprenta, litografía y encuadernación Barcelona, 1908
- Cuadro histórico de la producción intelectual de Chile, Santiago de Chile, biblioteca de escritores de Chile, tomo I, 1910. Este libro tiene una segunda parte publicada con el título de ampliaciones y relieves.
- Portales: Estudio histórico, Santiago de Chile, imprenta universitaria, 1918 Agente de Compañías de Seguros.
- Biblioteca de escritores de Chile, cuadro histórico de la evolución intelectual de Chile.

Las artes eran su gran devoción, especialmente la música, la pintura, y la poesía. Fue un considerable coleccionista pictórico. Como periodista fue colaborador en dos diarios, estos son:
"La Patria" de Valparaíso, diario aparecido entre el 1° de agosto de 1863 al 6 de julio de 1896 y editor del diario La Ley desde su fundación el 10 de junio de 1894 con el seudónimo de Suaviter in modo.
Para la revolución de 1891 fue redactor del Boletín Oficial de la Junta de Gobierno de Iquique.
También ejerció como secretario del juzgado de letras de Santiago en el año de 1889 y como director del Boletín de Leyes y Decretos del Supremo Gobierno en el año de 1889.
También se le conoció por su estrecho grupo de amigos, que encabezaba Rubén Darío con Pedro Montt Montt y Agustín Edwards Mac-Clure vinculados al diario La Época, donde trabajó. También se vinculó con un grupo de jóvenes destacados, entre los que estaban Luis Orrego Luco, Pedro Balmaceda Toro, Carlos Luis Hübner y Vicente Grez Yavar.

## Vida pública
Oficial de Número del Ministerio de Interior, del Ministerio de Relaciones Exteriores
Militante del partido Radical, desde 1892; Secretario de la Junta Central del Partido, 1892
Durante el gobierno de Pedro Montt Montt fue nombrado ministro de justicia e instrucción pública por el breve período que comprendió desde el 22 de enero al 15 de junio de 1909.

Diputado por Llanquihue, Carelmapu y Osorno para los períodos 1897 - 1900; 1900 - 1903; 1903 - 1906 y 1906 - 1909.

Integró las Comisiones de Hacienda; de Constitución, Legislación y Justicia; de Legislación y Justicia; de Beneficencia y Culto; de Relaciones Exteriores y como reemplazante y la Comisión Conservadora para el receso de 1906 a 1907.

### Embajador
Terminado su último periodo como parlamentario, asumió como ministro plenipotenciario en Bélgica y Holanda por síes años (1912 – 1918).

## Álbum de Isidora Zegers de Huneeus

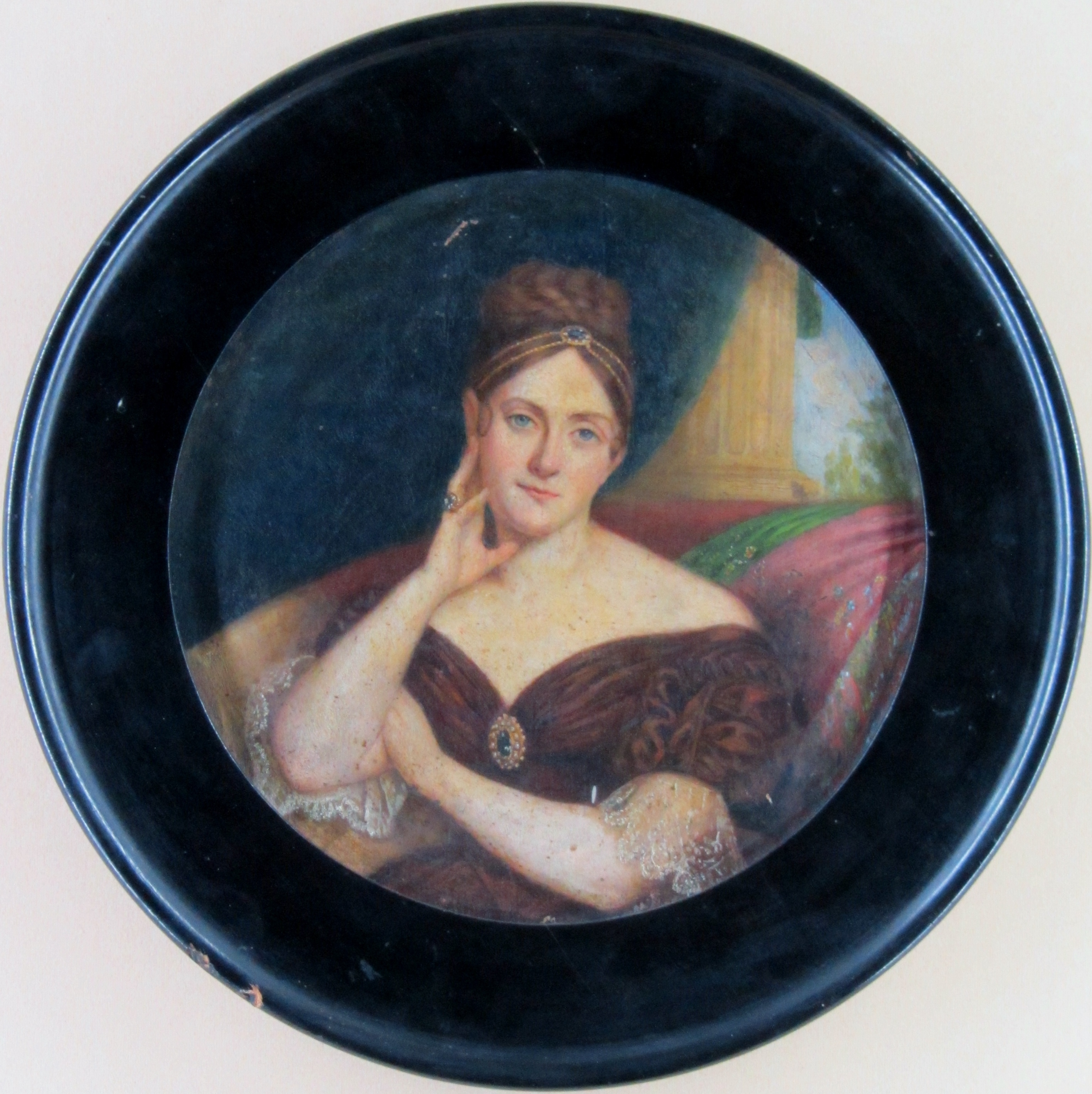
Retrato de Isidora Zegers
de Raymond Monvoisin

Olga Lindholm Hunneus, hija de Elena Huneeus Lavín, nieta de Jorge Huneeus Gana y tataranieta de la Isidora Zegers Montenegro, fue la poseedora del álbum, que se lo regaló su abuelo cuando contaba con tan solo 5 años de edad. Ella relata que tras la muerte de Isidora Zegers, en 1869, el álbum pasó a su bisabuelo,  Jorge Huneeus Zegers. Ella aclara que 

No se sabe con certeza a quién se lo heredó a él, pero la pista se recupera con dos hermanas de apellidos Rojas Huneeus, también descendientes de Isidora Zegers, quienes estuvieron a cargo del libro hasta que las dificultades económicas las obligaron a deshacerse de él. Se lo vendieron a su primo Jorge Huneeus Gana.

Además agrega:

En ese entonces yo vivía con mi abuelito y todos los días, apenas me levantaba, me iba a acostar con él para que me contara historias del libro de doña Isidora. Como yo era su regalona, antes de morir él dejó dicho que ese álbum me lo dejaba a mí.

Este álbum fue publicado por la Dirección de Bibliotecas, Archivos y Museos para conmemorar los doscientos años de la Biblioteca Nacional de Chile.